# 18102 Angrilli
18102 Angrilli è un asteroide della fascia principale. Scoperto nel 2000, presenta un'orbita caratterizzata da un semiasse maggiore pari a 2,4278025 UA e da un'eccentricità di 0,1365314, inclinata di 5,11116° rispetto all'eclittica.